# Trox puncticollis
Trox puncticollis är en skalbaggsart som beskrevs av Haaf 1953. Trox puncticollis ingår i släktet Trox och familjen knotbaggar. Inga underarter finns listade i Catalogue of Life.